# Fundulea
Fundulea er en landbrugsby i distriktet Călărași i Muntenien, Rumænien. Den ligger på Bărăgan-sletten, ca. 30 km øst for hovedstaden Bukarest, i den historiske region Valakiet. Den har en befolkning på 6.714 (2021) indbyggere. Motorvejen A2 og floden Mostiștea passerer gennem dens nærområde. 
Det optræder første gang som Fondele på kortet over fyrstedømmerne Moldavien og Valakiet fra 1774 af Jacob Friedrich Schmidt. 
Den første dokumentariske omtale er i 1778 i Historical and Geographical Memoirs on Wallachia udgivet i Leipzig af General Bauer: Fundule petit village sur le ruisseau de Katora, side 145.
To landsbyer er administreret af byen: Alexandru Ioan Cuza og Gostilele. Den blev officielt en by i 1989, som et resultat af Rumæniens landdistriktsreform.
Funduleas udkant har tidligere haft en militærbase under den rumænske hær. Byen er hjemsted for et landbrugsinstitut, Det nationale institut for forskning og udvikling af landbruget (rumænsk: Institutul Național de Cercetare-Dezvoltare Agricolă, INCDA). Et reservoir, kendt som Fundulea-søen, får vand fra Mostiștea, er et populært sted for sportsfiskeri.
Byen har 6.714 (2021) indbyggere.